# Jöns Eurenius
Jöns (eller Johannes Jacobi) Eurenius, född 1688, död 1751, var en svensk präst. Han var son till Jacob Eurenius och far till Maria Magdalena Eurenia.

## Biografi
Eurenius studerade vid Lunds universitet 1705 och Uppsala universitet 1707, där han 1716 blev magister. Han utnämndes 1719 till konrektor vid Härnösands skola och 1722 till matheseos och eloquentiæ lektor vid gymnasiet samt tillträdde1725 som kyrkoherde i Torsåker i Ångermanland. Han var en rikt utrustad man och åtnjöt stort anseende för sin lärdom. Mest bekant har han blivit genom Atlantica orientalis, eller Atlandsnäs til des rätta belägenhet beskrifvet, i vilken han bekämpade Olof Rudbecks åsikter om det gamla Atlantis, vilket Eurenius förlade till Palestina. Det var dock ogärna man såg Rudbecks för fosterlandet så smickrande mening anfäktad, och många hinder lades fördenskull i vägen för arbetets tryckning, så att det länge var känt endast genom avskrifter. Slutligen trycktes det i Strängnäs 1751, översattes till latin och utkom 1764 i Berlin, Stralsund och Leipzig. Ett annat av hans arbeten, En präst i sin prydning, eller grundelig afhandling angående en prästmans och Christi tjenares ämbetes skyldigheter et cetera, hade likaledes länge varit bekant i handskrift, då det 1770 utkom i tryck (2:a upplagan 1844).
I Uppsala var han musikstipendiat 1711-1713 under director musices Christian Zellinger. Tjänsten som konrektor innebar vanligtvis även musikundervisning. 

### Familj
Eurenius gifte sig 6 januari 1720 i Sollefteå med Catharin Renhorn, dotter till befallningsmannen Hans Renhorn över Södra Lappmarken. De fick tillsammans barnen byggmästaren Jacob Eurenius (1720–1799), Christina Eurenius (född 1722) som var gift med kyrkoherden Erik Sylvin i Nederkalix församling, Elisabeth Eurenius (född 1723), Catharina Eurenius (född 1725) som var gift med kyrkoherden Johan Löfmarck, byggmästaren Johannes Eurenius (1728–1763) i Trollhättan, Maria Magdalena Eurenia (född 1730) som var gift med brukspatronen Jacob Graver, konstmästaren Abraham Eurenius (född 1732) vid Trollhättan, Anna Brita Eurenius (född 1732), Isak Eurenius (född 1736), Isak Eurenius (född 1737) och Jöns Eurenius (född 1740).